# Sonny Landreth
Clyde Vernon "Sonny" Landreth (Canton, 1 de fevereiro de 1951) é um guitarrista de blues estadunidense, duas vezes indicado ao Grammy Awards.

## Discografia
| Ano  | Álbum                                             | Desempenho nas Paradas Musicais       | Ref.        |
| ---- | ------------------------------------------------- | ------------------------------------- | ----------- |
| 1981 | Blues Attack                                      |                                       | [ 2 ] [ 3 ] |
| 1985 | Down in Louisiana                                 |                                       | [ 2 ] [ 3 ] |
| 1992 | Outward Bound                                     |                                       | [ 3 ]       |
| 1995 | South of I-10                                     |                                       | [ 2 ] [ 3 ] |
| 1999 | Crazy Cajun Recordings                            |                                       | [ 3 ]       |
| 2000 | Prodigal Son: The Collection                      |                                       | [ 3 ]       |
| 2000 | Levee Town (relançado em 2009 com 5 faixas bonus) |                                       | [ 3 ]       |
| 2003 | The Road We're On                                 | Billboard's Blues Album Chart - No. 1 | [ 4 ]       |
| 2005 | Grant Street (Live)                               | Billboard's Blues Album Chart - No. 2 | [ 4 ]       |
| 2007 | Sonny Landreth - Live At Jazz Fest 2007           |                                       |             |
| 2008 | From the Reach                                    | Billboard's Blues Album Chart - No. 1 | [ 4 ]       |
| 2009 | Voices of Americana                               |                                       |             |
| 2009 | Leeve Town (Expanded Addition)                    |                                       |             |
| 2012 | Elemental Journey                                 | Billboard's Blues Album Chart - No. 4 | [ 4 ]       |
| 2012 | Sunrise                                           |                                       |             |
| 2015 | Bound by the Blues                                |                                       |             |
| 2017 | Recorded Live In Lafayette                        |                                       |             |

## Prêmios e Indicações
| Ano  | Prêmio                    | Categoria                     | Trabalho                   | Resultado | Ref.  |
| ---- | ------------------------- | ----------------------------- | -------------------------- | --------- | ----- |
| 2003 | 46th Annual Grammy Awards | Best Contemporary Blues Album | The Road We're On          | Indicado  | [ 1 ] |
| 2017 | 60th Annual Grammy Awards | Best Contemporary Blues Album | Recorded Live In Lafayette | Indicado  | [ 1 ] |